# Olipa
Olipa o Olippa è un'isoletta disabitata della Croazia, nell'arcipelago delle isole Elafiti. Si trova vicina all'estremità sud-orientale della penisola di Sabbioncello ed è la più occidentale delle Elafiti. Amministrativamente appartiene alla città di Ragusa (Dubrovnik) nella regione raguseo-narentana.

## Geografia
Olipa si trova a sud del canale di Stagno (Stonski kanal) ed è molto vicina alla penisola di Sabbioncello: la sua punta sud-ovest, punta Gabbiano (rt Galeb), dista da punta Nosizze o Vratnien (rt Vratnik) circa 370 m e si restringe ulteriormente entrando nel passaggio Bocca Ingannatore o Ingannatora o Bocca di porto Ladro (Mali Vratnik), il tratto di mare fra Olipa e Sabbioncello. A sud-est, Bocca Falsa (Veliki Vratnik) è il nome del canale tra Olipa e l'isola Liciniana; qui la distanza fra punta Lampara (rt Lumpar) e lo scoglio Cerna Secca (Crna Seka), a nord di Liciniana, è di 725 m circa.
L'isoletta ha una forma ovale, con un promontorio che si allunga a nord-est: punta Lingua (rt Jezik), a sud-ovest della quale si trova l'insenatura di porto Ladro (uvala Lupeška). Olipa ha una superficie di 0,902 km², lo sviluppo costiero di 4,99 km e l'altezza massima di 205,8 m.
L'isola è rocciosa e parzialmente ricoperta da foreste.
Sulla sua costa meridionale c'è una torre in pietra che funge da faro, costruita nel 1878, usato per le rotte marittime dei passaggi di Bocca Ingannatore e Bocca Falsa.

### Isole adiacenti
- Bugotovaz (Bogutovaz), a nord, nella val di Maestro, a circa 3,5 km di distanza.
- Cerna Secca[7] (Crna Seka), a sud-est, scoglio adiacente a punta Secca, l'estremità settentrionale di Liciniana; ha un'area di 1130 m²[15] 42°45′14″N 17°47′13″E.
- Taian (Tajan), a sud-sud-est.
- Isola Liciniana (Jakljan), a sud-est.

### Cartografia
- (HR) Mappa topografica della Croazia 1:25000, su preglednik.arkod.hr. URL consultato il 27 febbraio 2017.
- G. Giani, Carta prospettiva delle Comuni censuarie della Dalmazia, foglio 11, 1839. Fondo Miscellanea cartografica catastale, Archivio di Stato di Trieste.
- Carta di cabottaggio del mare Adriatico, foglio XI, Milano, Istituto geografico militare, 1822-1824. URL consultato il 16 febbraio 2017 (archiviato dall'url originale il 13 aprile 2013)..